# Economía dual
Economía dual se refiere a la coexistencia de dos sectores económicos al interior de un mismo espacio, separados por mostrar distintos niveles de desarrollo, tecnología y diferentes patrones de demanda. Así, un sector tendrá un uso intensivo de capital y será tecnológicamente más avanzado, mientras que otro sector empleará intensivamente mano de obra y será tecnológicamente primitivo. El concepto fue creado por Julius Herman Boeke para describir la presencia simultánea de sectores modernos y tradicionales en una economía colonial.

## Aplicaciones
Este término suele ser aplicado en el contexto de países en vías de desarrollo, donde un sector está orientado a cubrir las necesidades locales, mientras que otro se dedica al mercado global.
Sir Arthur Lewis usó el concepto de una economía dual para la base de su teoría de oferta de trabajo de migración urbano-rural. Lewis distinguió un sector de subsistencia, de bajos ingresos y rural con un exceso de población de un sector urbano capitalista en expansión. Según Lewis, la economía urbana absorbería el trabajo de zonas rurales (manteniendo bajos los salarios urbanos) hasta que el exceso de mano de obra rural se agotara.
Como área de estudio al interior de la economía del desarrollo, la economía dual presenta el siguiente problema: si se debe alcanzar el crecimiento económico por medio de sectores tecnológicos o bien intentar difundir los recursos de una economía a lo largo de todos los sectores para conseguir un crecimiento más equilibrado.

## Críticas
Una comparación realizada por el Banco Mundial sobre el crecimiento sectorial en Costa de Marfil, Ghana y Zimbabue desde 1965 aportó evidencias en contra de la existencia de un modelo de economía dual básica. La investigación implicó que existía un vínculo positivo entre crecimiento de la industria y crecimiento de la agricultura. Los autores sostuvieron que para alcanzar el máximo crecimiento económicos, las políticas se deberían centrar en promover tanto el sector agrícola y de servicios, como el desarrollo industrial.